# كنوت بينغتسون
كنوت بينغتسون (بالنرويجية البوكمول: Knut Bengtson)‏ هو متسابق يخت نرويجي، ولد في 3 يونيو 1919 في كريستيانية في النرويج، وتوفي في 7 مايو 1976.

## وصلات خارجية
- كنوت بينغتسون على موقع أوليمبيديا (الإنجليزية)